# Стівен Фабіан
Стівен Еміль Фабіан старший (англ. Stephen Fabian) — американський художник.

## Кар'єра
Фабіан спеціалізується на ілюстрації наукової фантастики та фентезі та обкладинках книг і журналів. Фабіан також створював ілюстрації для гри TSR Dungeons & Dragons з 1986 по 1995 рік, зокрема для лінії Ravenloft. Він був самоучкою, на нього вплинули Вірджил Фінлі і Ганнес Бок. Його робота зазвичай підписана Стівеном Фабіаном або Стівеном Е. Фабіаном.
Фабіан був лавреатом Всесвітньої премії фентезі за заслуги перед жанром у 2006 році. Він також був двічі номінованим на премію Г'юго як найкращий фанат-художник (1970 і 1971) і семиразовий номінант на премію Г'юго як найкращий професійний артист (1975—1981). Збірки його робіт включають Ladies & Legends (1993) і Stephen E. Fabian's Women & Wonders (1995).

## Праці

### Рольові ігри
- Путівник Ван Ріхтена про привидів (1992)